# Antarala

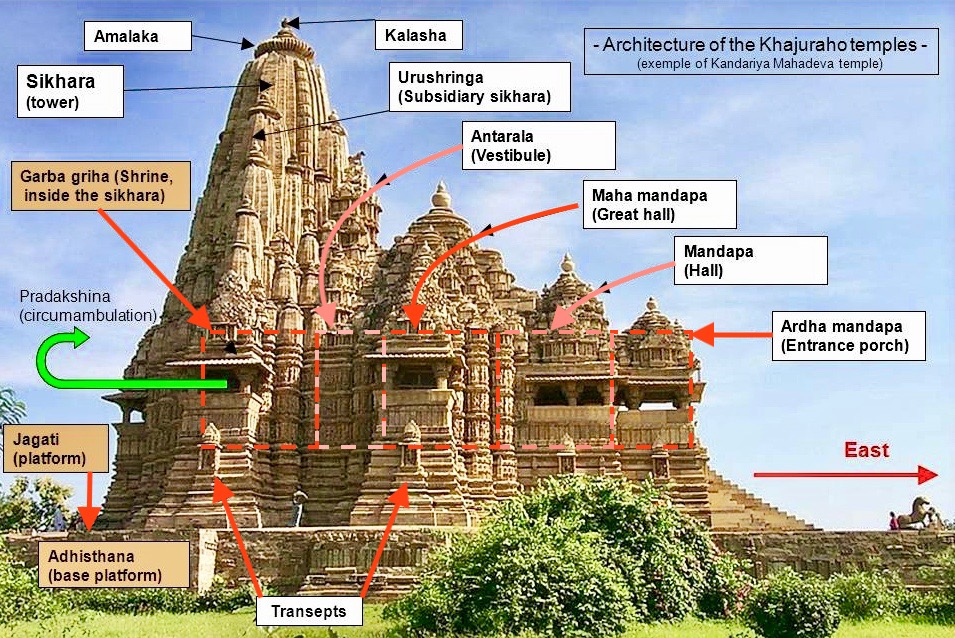
Architecture des temples de Khajuraho montrant l'antarala

Dans l'architecture des temples hindouistes, un antarala (=vestibule ou antichambre) est un espace intermédiaire entre le cœur du sanctuaire (garbha griha) et diverses salles du temple (mandapa) . On le trouve dans les grands temples de l'Inde du Nord, tels que ceux de Khajuraho.